# Hannu Lahtinen
Hannu Antero Lahtinen (* 20. September 1960 in Jalasjärvi, Landschaft Südösterbotten; † 20. November 2020) war ein finnischer Ringer, der 1983 Weltmeister im Federgewicht (griechisch-römischer Stil) wurde.
Lahtinen, der für die Seinäjoen Paini-Miehet in Seinäjoki rang, wurde 1983 finnischer Meister im Federgewicht. Mit diesem Titel durfte er im September in Kiew bei der Weltmeisterschaft teilnehmen. Lahtinen kam ungeschlagen ins Finale und besiegte dort den Ostdeutschen Günter Reichelt nach Punkten mit 9:5. 1984 wurde er Europameisterschafts-Siebter. Bei den Olympischen Spielen 1984 überstand Lahtinen die Gruppenphase nicht und musste sich vom Ägypter Salem Bekhit schultern lassen.

## Erfolge
- 1982, 2. Platz, Nord. Meisterschaften in Göteborg, GR, Fg bis 62 kg, hinter Morten Brekke, Norwegen und vor Adam Czolowski, Schweden

- 1983, 1. Platz, WM in Kiew, GR, Fg bis 62 kg, nach Siegen über Jenő Bódi, Ungarn, Bernd Gabriel, BR Deutschland, Yasuhiro Okube, Japan, Miroslav Starek, Tschechoslowakei und Günter Reichelt, DDR

- 1984, 7. Platz, EM in Jönköping, GR, Fg bis 62 kg, u. a. hinter den Medaillengewinnern Komandar Madschidow, UdSSR, Günter Reichelt und Constantin Uță, Rumänien

- 1984, nicht platziert, OS in Los Angeles, GR, Fg bis 62 kg, nach Siegen über Herbert Nigsch, Österreich und Brahim Loksairi, Marokko und Niederlagen gegen Seiichi Osanai, Japan und Salem Bekhit, Ägypten

## Finnische Meisterschaften
- 1981, 3. Platz, FS, bis 62 kg, hinter Harri Uusimäki und Mika Lehto
- 1982, 1. Platz, GR, bis 62 kg, vor Pekka Vehviläinen und Mika Viskari
- 1982, 3. Platz, FS, bis 62 kg, hinter Mika Lehto und Pekka Vehviläinen
- 1983, 1. Platz, GR, bis 62 kg, vor Einari Suutari und Veijo Sillanpää
- 1986, 3. Platz, GR, bis 68 kg, hinter Jaakko Talvitie und Antti Hirvonen